# معتقل توكولا لسجناء الحرب
معتقل توكولا لأسرى الحرب، يقع المخيم في مدينة توكولا (Tuchel, Тухоля). تم بناؤه وتشغيله من قبل القيصرية الألمانية بداية من عام 1914وحتى عام 1918 م وتولت إدراته الجمهورية البولندية الثانية بعد السيطرة عليه في عام 1920 وحتى عام1921م.

## معسكر أسرى الحرب الألماني
أنشأ الألمان المخيم في بداية الحرب العالمية الأولى حيث أعتقد الألمان
ان الحرب لن تدوم طويلا حتى لو استمرت الحملات العسكرية في الغرب طويلا. حيث كانت التوقعات تشير إلى احتمالية عجز الجيش الروسي عن تحريك القوى العسكرية لوقت طويل. على اية حال بدأ الجيش الروسي بهجماته على بروسيا الشرقية مما أجبر الجيش الألماني على تحريك قواته نحو الشرق.
انتصر الألمان في معركة تانينبرغ ومعركة بحيرات ماسوريان الأولى بعد الخطأ الاستراتيجي من قبل جنرالات الجيش الروسي. وجد الجيش الألماني نفسه مع 137,000 أسير روسي ومن دون خطة مسبقة لاعتقال هذا العدد بدأ الألمان في بناء مخيمات لأيواء هذا العدد تقع معظمها في غاندسك بوميرانيا ومن ضمنها توكولا.

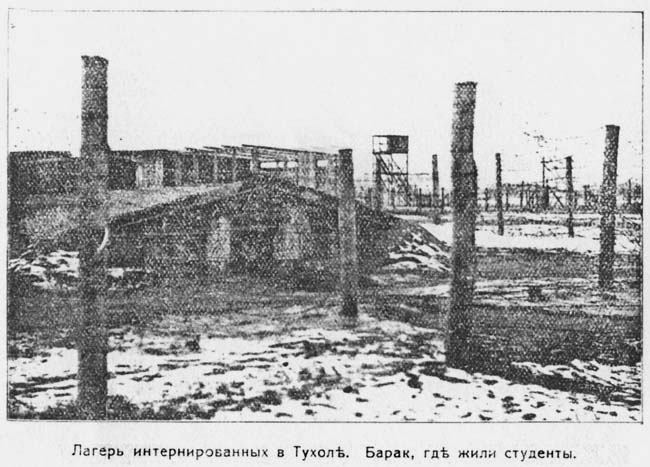
المعسكر في حالة متداعية بعد الإنسحاب الألماني عام 1919

تم بناء المخيم باستخدام العمالة الأسرى الروس.بالإضافة للروس تم اعتقال ما يقارب الخمسة وعشرين ألف جنديا رومانيا بعد انضمام رومانيا للحلفاء عام 1916م ومثل الرومان كان لدول الحلفاء نصيب من الأسرى تم احتجازهم في غاندسك بوميرانيا، في توكولا تحديدا كان مصيرهم مأساويا وكان نصيبهم من معظم الوفيات.

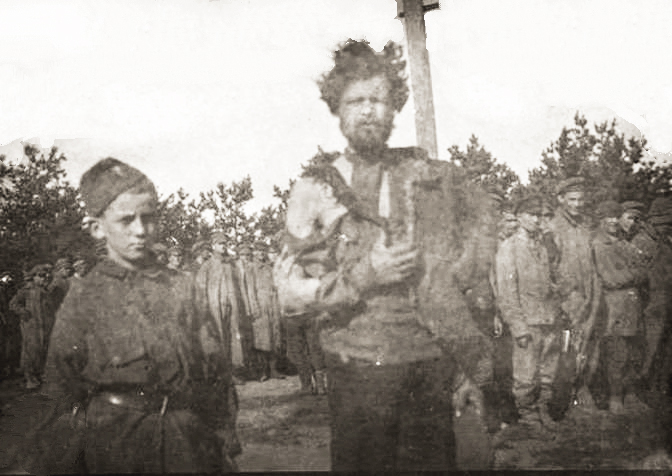
أسير روسي مجهول في معسكر توكولا عام 1919

ازدادت حالة المعتقلين سوء في معتقل توكولا مما أدى إلى وفيات بينهم نظرا لانتشار الأمراض والاوبئة خلال الحرب العالمية الأولى توفي ما يقارب من 3760 سجين من بينهم 2471 رومانيا (معظم الوفيات حدثت عام 1917) و1289 من الروس (معظم وفياتهم في العام 1915م). في بداية عام 1918 بدأ المخيم في استقبال الأسرى البولنديين.
بعد توقيع معاهدة برست ليتوفسك بين ألمانيا والاتحاد السوفيتي تم إطلاق سراح السجناء الروس ولكن رغب الالمان باستخدامهم كقوى عاملة ولم يغادروا المخيم حتى انهيار الإمبراطورية الألمانية.
بعد نوفمبر 1918 بدأت السلطات الألمانية في إغلاق بعض مرافق المخيم بما فيها قسم المعيشة، بعض ممن أطلق سراحهم من المعتقلين الروس فضلوا البقاء فيما سيعرف مستقبلا ببولندا الدستورية واتخذوا اعمالا في الزراعة المحلية واندمجوا مع السكان.

## معسكر أسرى الحرب البولندي
أصبحت المنطقة المحيطة بتوكولا جزء من بولندا المستقلة حديثا عام 1920. ونظراً لسوء حال المخيم تم استخدام جزء منه فقط. بدأت عمليات الإصلاح والبناء عام 1920 تم افتتاحه في مايو 1920مع اوائل السجناء من أعضاء الجاليكيي بالجيش الأوكراني الذين تم اعتقالهم خلال الحرب البولندية -الأوكرانية وفي معركة كييف. تم إطلاق سراح السجناء الأوكرانيين من توكولا بنهاية 1920.

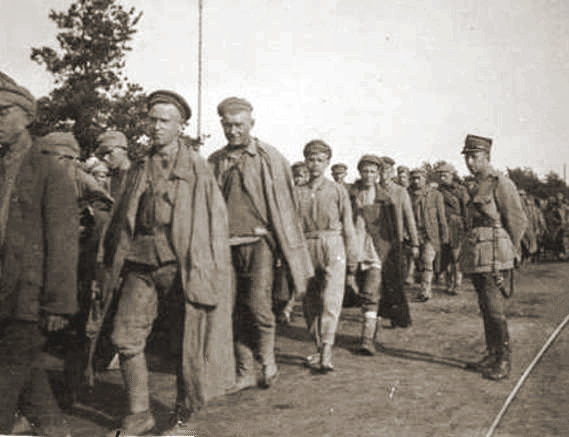
صفوف من أسرى الحرب الروس بعد معركة وارسو.

في وقت مبكر من السادس والعشرين من مايو 1920 كانت هناك اصابات بالتيفوئيد الا انه على الرغم من ذلك كانت الحالة الصحية في المخيم جيدة نظراً لقلة ازدحام المخيم وذلك بسبب إطلاق سراح السجناء المستمر ولوجود ممرضين أوكرانيين في الجيش. أحد المعتقلين كان الجنرال مايرن تارانفسكي والذي اعتقل في يونيو 1920 وأطلق سراحه ديسمبر 1920 وقد قام بزيارته رئيس الوزراء البولندي فينسنتي فايتوس في أكتوبر 1920.
في بداية سبتمبر 1920 وحتى نهاية أكتوبر 1921 تم احتجاز افراد من الجيش الاحمر الروسي بعد انتصار بولندا في الحرب الروسية البولندية وخصوصاً معركة وارسو. احتجاز هذا العدد الكبير من الاسرى ادى إلى اكتظاظ المخيم مما نتج عنه ظروف غير انسانية. مباشرة بعد وصول الاسرى الروس انتشرت امراض مثل: الكوليرا، الاسهال، الزكام، السل، التيفوئيد. وصل عدد المعتقلين في المخيم إلى إحدى عشر الفا من الجيش الاحمر.
ما بين سبتمبر ونوفمبر تطوع ثلاثة الاف معتقل روسي للانضمام للجانب البولندي وانضم 2747 إلى معارضي البلشفية بقيادة الجنرال البيلاروسي ستانسلو بولاك بالاشوفيز. فيما انضم 182 إلى التحالف البولندي الأوكراني بقيادة سيمون بتليورا.
خلال الفترة التي سيطرت فيها الجمهورية البولندية الثانية على المخيم توفي ما يقرب من الفين سجن روسي من الجوع وسوء المعيشة والامراض المعدية.
| فترة زمنية               | حالات الوفاة |
| ------------------------ | ------------ |
| 30 أغسطس - 2 نوفمبر 1920 | 437          |
| 3-30 نوفمبر 1920         | 296          |
| 1-30 ديسمبر 1920         | 333          |
| من 1 إلى 31 يناير 1921   | 561          |
| 1-28 فبراير 1921         | 157          |
| من 1 إلى 31 مارس 1921    | 64           |
| 1-30 أبريل 1921          | 19           |
| مجموع                    | 1867         |

## معسكر اعتقال
بعد نهاية الحرب البولندية-السوفيتية تحول المعتقل إلى مركز إعتقال للجنود الروس الذين اختاروا البقاء في بولندا ومثل الروس انضم البلاروسيين والأوكرانيين الذين قاتلوا بجانب التشكيلات المتحالفة مع الجانب البولندي خلال الحرب. في هذه الفترة من سبتمبر 1921 إلى نوفمبر 1922 كان هناك خمسه وخمسين حالة وفاة في المخيم بسبب الازدحام. تم وضع المخيم تحت الإدارة المدنية في عام 1922 وتولت وزارة الداخلية البولندية المخيم في عام 1922 وبين ذلك الحين ونوفمبر تم إجلاؤه من ساكنيه ونقلهم للحياة المدنية في بولندا.